# Miro Mihovilović
Miro Mihovilović (Spalato, 22 febbraio 1915 – Zagabria, 12 febbraio 2010) è stato un pallanuotista jugoslavo.
Ha partecipato alle Olimpiadi estive del 1936.